# كولي ماكدونو
كولي ماكدونو (بالإنجليزية: Coley McDonough)‏ هو لاعب كرة قدم أمريكية أمريكي، ولد في 10 أكتوبر 1915 في North Braddock, Pennsylvania ‏ في الولايات المتحدة، وتوفي في 5 يوليو 1965 في بيتسبرغ في الولايات المتحدة.